# Султановка (Давлекановский район)
Султа́новка (баш. Солтан) — деревня в Давлекановском районе Республики Башкортостан Российской Федерации. Входит в состав Раевского сельсовета. 

## География

### Географическое положение
Расстояние до:
- районного центра (Давлеканово): 22 км,
- центра сельсовета (Раево): 6 км,
- ближайшей ж/д станции (Давлеканово): 22 км.

## Население
| 2002 | 2009 | 2010 |
| ---- | ---- | ---- |
| 17   | →17  | ↘12  |

Национальный состав
Согласно переписи 2002 года, преобладающие национальности — татары (65 %), русские (35 %).